# Вищі змії
Полозуваті (Colubroidea), або вищі змії (Caenophidia, або Xenophidia) — надродина змій з інфраряду Alethinophidia, найбільша за обсягом серед цього надряду.

## Таксономія
Надродина Colubroidea, або Caenophidia — одна з трьох надродин інфраряду Alethinophidia (Henophidia, Caenophidia, Scolecophidia).
Ця надродина включає 6 родин (перелік внизу), 340 родів та близько 3000 видів.
У назві «Caenophidia» грецький префікс «caeno-» означає «сучасні», тобто мова про більшість сучасних змій.
Інші відомі назва — Полозоподібні, або вужеподібні (проте формант «-подібні» має стосуватися рядів або підрядів, але не родин).

## Опис
Загальна довжина представників цієї надродини коливається від 10 см до 3,5 м. Голова у більшості велика. Тулуб кремезний та стрункий. Особливістю цих змій є більш розвинута будова черепа та всього скелету, хрящів ребра, м'язів та ґеміреніса. Також у них чудово розвинені щелепи та зуби. У значної кількості луска кілевата.
Забарвлення різнобарвне, майже усіх кольорів та відтінків.

## Спосіб життя
Полюбляють майже усі біотопи. Є деревні, наземні, водні (прісноводні або морські) та риючі види. Активність у більшості нічна, хоча є також й денні змії. Велика кількість представників цієї надродини вбиває здобич за допомогою отрути.
Харчуються ссавцями, земноводними ящірками, рибою, безхребетними, молюсками, ракоподібними.
Це яйцекладні, яйцеживородні та живородні змії.

## Отруйність
Значна кількість цих змій є отруйними. Представники цієї надродини є найотруйнішими з тварин.

## Розповсюдження
Розповсюдженні на усіх континентах, окрім Антарктиди.

## Родини
Надродина включає 6 родин:
- Бородавчасті змії (Acrochordidae)
- Земляні гадюки (Atractaspididae)
- Полозові (Colubridae)
- Аспідові  (Elapidae)
- Гадюкові (Viperidae)
- Pareatidae